# Дуглас Слокомб
Дуглас Слокомб (англ. Douglas Slocombe; 10 лютого 1913 — 22 лютого 2016) — британський кінооператор, ветеран британського кінематографа.

## Біографія
Його першими фільмами були кілька комедій на Ealing Studios, де помітними фільмами були «Добрі серця та корони» (1949), «Людина у білому костюмі» (1951), «Банда з Лавендер Хілл» (1951) та The Titfield Thunderbolt (1953). .
Його робота як оператор включає фільми «Пообіцяй їй що-небудь» (1965), «Бал вампірів» (1967), «Пограбування» (1967), «Пограбування по-італійськи» (1969), «Нижинський» (1980), неофіційний фільм про Джеймса Бонда «Ніколи не говори „ніколи“» (1983) і перші три фільми франшизи про Індіана Джонса між 1981 і 1989 роками.
Він був номінований на премію «Оскар» за фільми «Подорожі з моєю тіткою» (1973), «Джулія» (1977) та «Індіана Джонс: У пошуках втраченого ковчега». Він також лауреат премії BAFTA за фільми «Слуга» (1963), «Великий Гетсбі» (1974) і «Джулія», і ще був номінований за фільми «Гармати при Батасі» (1964), «Блакитний Макс» (1966), «Лев взимку» (1968), «Подорожі з моєю тіткою» (1973), «Ісус Христос — суперзірка» (1973), «Роллербол» (1975), «Індіана Джонс: У пошуках втраченого ковчега» (1981) та «Індіана Джонс і Храм Долі» (1984).
Він також виграв премію Британського Товариства Кінооператорів п'ять разів, стільки ж і премій Lifetime Achievement у 1995 році.
2008 року був нагороджений орденом Британської імперії.
Згадується у книзі «Бесіди з кінооператорами» (англ. Conversations with Cinematographers) Девіда Елліс, опублікованій в американському видавництві Scarecrow Press.